# العلاقات الساموية الفيتنامية
العلاقات الساموية الفيتنامية هي العلاقات الثنائية التي تجمع بين ساموا وفيتنام.

## مقارنة بين البلدين
هذه مقارنة عامة ومرجعية للدولتين:
| وجه المقارنة                                              | ساموا                        | فيتنام           |
| --------------------------------------------------------- | ---------------------------- | ---------------- |
| المساحة (كم2)                                             | 2.84 ألف                     | 331.69 ألف       |
| عدد السكان (نسمة)                                         | 196.44 ألف                   | 94.66 مليون      |
| الكثافة السكانية (ن./كم²)                                 | 69.17                        | 285.39           |
| العاصمة                                                   | أبيا                         | هانوي            |
| اللغة الرسمية                                             | لغة إنجليزية، اللغة الساموية | اللغة الفيتنامية |
| العملة                                                    | تالا ساموي                   | دونغ فيتنامي     |
| الناتج المحلي الإجمالي (بليون دولار)                      | 856.63 مليون                 | 234.19 مليار     |
| الناتج المحلي الإجمالي (تعادل القوة الشرائية) بليون دولار | 1.15 مليار                   | 553.42 مليار     |
| الناتج المحلي الإجمالي الاسمي للفرد دولار أمريكي          | 3.94 ألف                     | 2.48 ألف         |
| الناتج المحلي الإجمالي للفرد دولار أمريكي                 | 5.79 ألف                     | 5.63 ألف         |
| مؤشر التنمية البشرية                                      | 0.702                        | 0.666            |
| رمز المكالمات الدولي                                      | +685                         | +84              |
| رمز الإنترنت                                              | .ws                          | .vn              |
| المنطقة الزمنية                                           | ت ع م+13:00                  | ت ع م+07:00      |

## منظمات دولية مشتركة
يشترك البلدان في عضوية مجموعة من المنظمات الدولية، منها:
| علم المنظمة | اسم المنظمة                        | تاريخ انضمام ساموا | تاريخ انضمام فيتنام |
| ----------- | ---------------------------------- | ------------------ | ------------------- |
|             | وكالة ضمان الاستثمار متعدد الأطراف | 27 سبتمبر 2002     | 5 أكتوبر 1994       |
|             | منظمة الشرطة الجنائية الدولية      | ?                  | ?                   |
|             | منظمة حظر الأسلحة الكيميائية       | ?                  | ?                   |
|             | منظمة التجارة العالمية             | ?                  | 11 يناير 2007       |
|             | الأمم المتحدة                      | 15 ديسمبر 1976     | 20 سبتمبر 1977      |
|             | مؤسسة التمويل الدولية              | 28 يونيو 1974      | 4 أغسطس 1967        |
|             | يونسكو                             | 3 أبريل 1981       | 6 يوليو 1951        |
|             | مؤسسة التنمية الدولية              | 28 يونيو 1974      | 24 سبتمبر 1960      |
|             | بنك التنمية الآسيوي                | 1966               | 1966                |
|             | البنك الدولي للإنشاء والتعمير      | 28 يونيو 1974      | 21 سبتمبر 1956      |
|             | الاتحاد البريدي العالمي            | ?                  | ?                   |
|             | الاتحاد الدولي للاتصالات           | 7 أكتوبر 1988      | 24 سبتمبر 1951      |

## وصلات خارجية
- موقع وزارة الخارجية الفيتنامية